# Maped
Maped (siglas de Manufacture d'Articles de Précision Et de Dessin) es una empresa francesa fundada en 1947. Es fabricadora de artículos de papelería (compás, goma de borrar, regla, lápices, crayones, etc). Actualmente tiene su sede central en Annecy, Francia.

## Historia
- 1947:Creación de Maped: Manufacture d'Articles de Précision Et d Dessin, (Fabrica de Artículos de Precisión y de Diseño), con sede en Annecy.
- 1980:'MAPED' se adhiere al GFP (Grupo de fabricantes de artículos de papelería), G.I.E (Agrupación de interés económico), que reúne ocho socios, cuyo objetivo es la puesta en común de medios de distribución. Fuerte ascenso con relación a la capacidad de acción en la gran distribución.
- 1985:Primeras diversificaciones: tijeras y utensilios para el enmarcado. Tijeras en GSA. Enmarcado en tiendas especializadas
- 1992:'Compra de la empresa MALLAT', especializada en la fabricación de gomas. MAPED multiplica la producción por tres y se convierte en el líder del mercado francés de las gomas.

MAPED empieza a tomar contacto con los distribuidores de objetos de escritorio.
- 1993:'Creación de la filial MAPED STATIONERY LTD en China.'

El desarrollo internacional se convierte en una auténtica estrategia. MAPED se impone en los mercados asiáticos.
- 1998:Diversificación en el mercado de ocio Creativo. Creación de la marca Maped Creativ.
- 1999:'Creación de la filial MAPED ARGENTINA.'
- 2001:Desarrollo estratégico de la gama Oficina.
- 2002:'Creación de la compañía MAPED SILCO en México.'MAPED refuerza su posición en América del Norte.
- 2003:'Creación de la filial MAPED EN BRASIL' 1.er campaña de comunicación TV (Francia)

Maped se ha convertido en unos de los dos accionistas de referencia de su distribuidor.
- 2004: Creación de un nuevo diseño gráfico (nuevo logotipo)
- 2005: Creación de las filiales MAPED CANADÁ y MAPED EE. UU.
- 2015: Maped se convierte en una de las empresas de útiles escolares más grande de Colombia además de que su regla Twist 'n Flex se convierte en la regla más vendida del país.